# (294295) Brodardmarc
(294295) Brodardmarc est un astéroïde de la ceinture principale.

## Description
(294295) Brodardmarc est un astéroïde de la ceinture principale découvert par Peter Kocher le 1er novembre 2007 à l'Observatoire d'Épendes, situé en Suisse, dans le canton de Fribourg. Il présente une orbite caractérisée par un demi-grand axe de 2,56 UA, une excentricité de 0,32 et une inclinaison de 2,6° par rapport à l'écliptique.

## Compléments